# 阿部新
阿部 新（あべ あらた、1919年（大正8年）8月17日 - 2009年（平成21年）1月8日）は、昭和時代の政治家。秋田県鹿角市長。

## 経歴
鹿角市出身。1943年（昭和18年）九州帝国大学農学部卒業。
花輪町農業会長を経て、1948年（昭和23年）秋田県庁に奉職。鹿角地方事務所経済課長を経て、1956年（昭和31年）鹿角郡花輪町長に当選。1972年（昭和47年）合併により初代鹿角市長となった。3期務め、1988年（昭和63年）4月、落選した。ほか、尾去鉱山観光代表を歴任した。2009年（平成21年）1月8日死去、89歳。死没日をもって従四位に叙される。

## 栄典
勲章等
- 1992年（平成4年） - 勲三等瑞宝章[2]
- 2009年（平成21年） - 従四位